# Ryskt parti
Den här artikeln använder algebraisk schacknotation för att beskriva schackdragen.
Ryskt parti är en schacköppning som inleds med dragen:
1. e4 e5
2. Sf3 Sf6
Öppningen karaktäriseras av den symmetriska uppställningen. Ryskt parti har rykte att vara en tråkig öppning och ett remivapen för svart, men det finns angreppsmöjligheter i vissa varianter. I världseliten är det främst Vladimir Kramnik som spelat ryskt.
Ryskt parti finns med redan i Göttingenmanuskriptet från slutet av 1400-talet men öppningen har fått sitt namn av de ryska spelarna Alexander Petrov och Carl Jaenisch som analyserade den i mitten av 1800-talet. I många länder heter öppningen Petrovs (eller Petroffs) försvar. 

## Varianter
Vit har två huvuddrag; 3.Sxe5 (klassiska varianten) och 3.d4 (Steinitzvarianten). Andra drag, som 3.Sc3 och 3.Lc4, leder ofta via dragomkastning till andra öppningar.

### Klassiska varianten (3.Sxe5)
|   | a | b | c | d | e | f | g | h |   |
| 8 | a8 svart torn · b8 svart springare · c8 svart löpare · d8 svart drottning · e8 svart kung · f8 svart löpare · h8 svart torn · a7 svart bonde · b7 svart bonde · c7 svart bonde · f7 svart bonde · g7 svart bonde · h7 svart bonde · d5 svart bonde · d4 vit bonde · e4 svart springare · d3 vit löpare · f3 vit springare · a2 vit bonde · b2 vit bonde · c2 vit bonde · f2 vit bonde · g2 vit bonde · h2 vit bonde · a1 vit torn · b1 vit springare · c1 vit löpare · d1 vit drottning · e1 vit kung · h1 vit torn | a8 svart torn · b8 svart springare · c8 svart löpare · d8 svart drottning · e8 svart kung · f8 svart löpare · h8 svart torn · a7 svart bonde · b7 svart bonde · c7 svart bonde · f7 svart bonde · g7 svart bonde · h7 svart bonde · d5 svart bonde · d4 vit bonde · e4 svart springare · d3 vit löpare · f3 vit springare · a2 vit bonde · b2 vit bonde · c2 vit bonde · f2 vit bonde · g2 vit bonde · h2 vit bonde · a1 vit torn · b1 vit springare · c1 vit löpare · d1 vit drottning · e1 vit kung · h1 vit torn | a8 svart torn · b8 svart springare · c8 svart löpare · d8 svart drottning · e8 svart kung · f8 svart löpare · h8 svart torn · a7 svart bonde · b7 svart bonde · c7 svart bonde · f7 svart bonde · g7 svart bonde · h7 svart bonde · d5 svart bonde · d4 vit bonde · e4 svart springare · d3 vit löpare · f3 vit springare · a2 vit bonde · b2 vit bonde · c2 vit bonde · f2 vit bonde · g2 vit bonde · h2 vit bonde · a1 vit torn · b1 vit springare · c1 vit löpare · d1 vit drottning · e1 vit kung · h1 vit torn | a8 svart torn · b8 svart springare · c8 svart löpare · d8 svart drottning · e8 svart kung · f8 svart löpare · h8 svart torn · a7 svart bonde · b7 svart bonde · c7 svart bonde · f7 svart bonde · g7 svart bonde · h7 svart bonde · d5 svart bonde · d4 vit bonde · e4 svart springare · d3 vit löpare · f3 vit springare · a2 vit bonde · b2 vit bonde · c2 vit bonde · f2 vit bonde · g2 vit bonde · h2 vit bonde · a1 vit torn · b1 vit springare · c1 vit löpare · d1 vit drottning · e1 vit kung · h1 vit torn | a8 svart torn · b8 svart springare · c8 svart löpare · d8 svart drottning · e8 svart kung · f8 svart löpare · h8 svart torn · a7 svart bonde · b7 svart bonde · c7 svart bonde · f7 svart bonde · g7 svart bonde · h7 svart bonde · d5 svart bonde · d4 vit bonde · e4 svart springare · d3 vit löpare · f3 vit springare · a2 vit bonde · b2 vit bonde · c2 vit bonde · f2 vit bonde · g2 vit bonde · h2 vit bonde · a1 vit torn · b1 vit springare · c1 vit löpare · d1 vit drottning · e1 vit kung · h1 vit torn | a8 svart torn · b8 svart springare · c8 svart löpare · d8 svart drottning · e8 svart kung · f8 svart löpare · h8 svart torn · a7 svart bonde · b7 svart bonde · c7 svart bonde · f7 svart bonde · g7 svart bonde · h7 svart bonde · d5 svart bonde · d4 vit bonde · e4 svart springare · d3 vit löpare · f3 vit springare · a2 vit bonde · b2 vit bonde · c2 vit bonde · f2 vit bonde · g2 vit bonde · h2 vit bonde · a1 vit torn · b1 vit springare · c1 vit löpare · d1 vit drottning · e1 vit kung · h1 vit torn | a8 svart torn · b8 svart springare · c8 svart löpare · d8 svart drottning · e8 svart kung · f8 svart löpare · h8 svart torn · a7 svart bonde · b7 svart bonde · c7 svart bonde · f7 svart bonde · g7 svart bonde · h7 svart bonde · d5 svart bonde · d4 vit bonde · e4 svart springare · d3 vit löpare · f3 vit springare · a2 vit bonde · b2 vit bonde · c2 vit bonde · f2 vit bonde · g2 vit bonde · h2 vit bonde · a1 vit torn · b1 vit springare · c1 vit löpare · d1 vit drottning · e1 vit kung · h1 vit torn | a8 svart torn · b8 svart springare · c8 svart löpare · d8 svart drottning · e8 svart kung · f8 svart löpare · h8 svart torn · a7 svart bonde · b7 svart bonde · c7 svart bonde · f7 svart bonde · g7 svart bonde · h7 svart bonde · d5 svart bonde · d4 vit bonde · e4 svart springare · d3 vit löpare · f3 vit springare · a2 vit bonde · b2 vit bonde · c2 vit bonde · f2 vit bonde · g2 vit bonde · h2 vit bonde · a1 vit torn · b1 vit springare · c1 vit löpare · d1 vit drottning · e1 vit kung · h1 vit torn | 8 |
| 7 | a8 svart torn · b8 svart springare · c8 svart löpare · d8 svart drottning · e8 svart kung · f8 svart löpare · h8 svart torn · a7 svart bonde · b7 svart bonde · c7 svart bonde · f7 svart bonde · g7 svart bonde · h7 svart bonde · d5 svart bonde · d4 vit bonde · e4 svart springare · d3 vit löpare · f3 vit springare · a2 vit bonde · b2 vit bonde · c2 vit bonde · f2 vit bonde · g2 vit bonde · h2 vit bonde · a1 vit torn · b1 vit springare · c1 vit löpare · d1 vit drottning · e1 vit kung · h1 vit torn | a8 svart torn · b8 svart springare · c8 svart löpare · d8 svart drottning · e8 svart kung · f8 svart löpare · h8 svart torn · a7 svart bonde · b7 svart bonde · c7 svart bonde · f7 svart bonde · g7 svart bonde · h7 svart bonde · d5 svart bonde · d4 vit bonde · e4 svart springare · d3 vit löpare · f3 vit springare · a2 vit bonde · b2 vit bonde · c2 vit bonde · f2 vit bonde · g2 vit bonde · h2 vit bonde · a1 vit torn · b1 vit springare · c1 vit löpare · d1 vit drottning · e1 vit kung · h1 vit torn | a8 svart torn · b8 svart springare · c8 svart löpare · d8 svart drottning · e8 svart kung · f8 svart löpare · h8 svart torn · a7 svart bonde · b7 svart bonde · c7 svart bonde · f7 svart bonde · g7 svart bonde · h7 svart bonde · d5 svart bonde · d4 vit bonde · e4 svart springare · d3 vit löpare · f3 vit springare · a2 vit bonde · b2 vit bonde · c2 vit bonde · f2 vit bonde · g2 vit bonde · h2 vit bonde · a1 vit torn · b1 vit springare · c1 vit löpare · d1 vit drottning · e1 vit kung · h1 vit torn | a8 svart torn · b8 svart springare · c8 svart löpare · d8 svart drottning · e8 svart kung · f8 svart löpare · h8 svart torn · a7 svart bonde · b7 svart bonde · c7 svart bonde · f7 svart bonde · g7 svart bonde · h7 svart bonde · d5 svart bonde · d4 vit bonde · e4 svart springare · d3 vit löpare · f3 vit springare · a2 vit bonde · b2 vit bonde · c2 vit bonde · f2 vit bonde · g2 vit bonde · h2 vit bonde · a1 vit torn · b1 vit springare · c1 vit löpare · d1 vit drottning · e1 vit kung · h1 vit torn | a8 svart torn · b8 svart springare · c8 svart löpare · d8 svart drottning · e8 svart kung · f8 svart löpare · h8 svart torn · a7 svart bonde · b7 svart bonde · c7 svart bonde · f7 svart bonde · g7 svart bonde · h7 svart bonde · d5 svart bonde · d4 vit bonde · e4 svart springare · d3 vit löpare · f3 vit springare · a2 vit bonde · b2 vit bonde · c2 vit bonde · f2 vit bonde · g2 vit bonde · h2 vit bonde · a1 vit torn · b1 vit springare · c1 vit löpare · d1 vit drottning · e1 vit kung · h1 vit torn | a8 svart torn · b8 svart springare · c8 svart löpare · d8 svart drottning · e8 svart kung · f8 svart löpare · h8 svart torn · a7 svart bonde · b7 svart bonde · c7 svart bonde · f7 svart bonde · g7 svart bonde · h7 svart bonde · d5 svart bonde · d4 vit bonde · e4 svart springare · d3 vit löpare · f3 vit springare · a2 vit bonde · b2 vit bonde · c2 vit bonde · f2 vit bonde · g2 vit bonde · h2 vit bonde · a1 vit torn · b1 vit springare · c1 vit löpare · d1 vit drottning · e1 vit kung · h1 vit torn | a8 svart torn · b8 svart springare · c8 svart löpare · d8 svart drottning · e8 svart kung · f8 svart löpare · h8 svart torn · a7 svart bonde · b7 svart bonde · c7 svart bonde · f7 svart bonde · g7 svart bonde · h7 svart bonde · d5 svart bonde · d4 vit bonde · e4 svart springare · d3 vit löpare · f3 vit springare · a2 vit bonde · b2 vit bonde · c2 vit bonde · f2 vit bonde · g2 vit bonde · h2 vit bonde · a1 vit torn · b1 vit springare · c1 vit löpare · d1 vit drottning · e1 vit kung · h1 vit torn | a8 svart torn · b8 svart springare · c8 svart löpare · d8 svart drottning · e8 svart kung · f8 svart löpare · h8 svart torn · a7 svart bonde · b7 svart bonde · c7 svart bonde · f7 svart bonde · g7 svart bonde · h7 svart bonde · d5 svart bonde · d4 vit bonde · e4 svart springare · d3 vit löpare · f3 vit springare · a2 vit bonde · b2 vit bonde · c2 vit bonde · f2 vit bonde · g2 vit bonde · h2 vit bonde · a1 vit torn · b1 vit springare · c1 vit löpare · d1 vit drottning · e1 vit kung · h1 vit torn | 7 |
| 6 | a8 svart torn · b8 svart springare · c8 svart löpare · d8 svart drottning · e8 svart kung · f8 svart löpare · h8 svart torn · a7 svart bonde · b7 svart bonde · c7 svart bonde · f7 svart bonde · g7 svart bonde · h7 svart bonde · d5 svart bonde · d4 vit bonde · e4 svart springare · d3 vit löpare · f3 vit springare · a2 vit bonde · b2 vit bonde · c2 vit bonde · f2 vit bonde · g2 vit bonde · h2 vit bonde · a1 vit torn · b1 vit springare · c1 vit löpare · d1 vit drottning · e1 vit kung · h1 vit torn | a8 svart torn · b8 svart springare · c8 svart löpare · d8 svart drottning · e8 svart kung · f8 svart löpare · h8 svart torn · a7 svart bonde · b7 svart bonde · c7 svart bonde · f7 svart bonde · g7 svart bonde · h7 svart bonde · d5 svart bonde · d4 vit bonde · e4 svart springare · d3 vit löpare · f3 vit springare · a2 vit bonde · b2 vit bonde · c2 vit bonde · f2 vit bonde · g2 vit bonde · h2 vit bonde · a1 vit torn · b1 vit springare · c1 vit löpare · d1 vit drottning · e1 vit kung · h1 vit torn | a8 svart torn · b8 svart springare · c8 svart löpare · d8 svart drottning · e8 svart kung · f8 svart löpare · h8 svart torn · a7 svart bonde · b7 svart bonde · c7 svart bonde · f7 svart bonde · g7 svart bonde · h7 svart bonde · d5 svart bonde · d4 vit bonde · e4 svart springare · d3 vit löpare · f3 vit springare · a2 vit bonde · b2 vit bonde · c2 vit bonde · f2 vit bonde · g2 vit bonde · h2 vit bonde · a1 vit torn · b1 vit springare · c1 vit löpare · d1 vit drottning · e1 vit kung · h1 vit torn | a8 svart torn · b8 svart springare · c8 svart löpare · d8 svart drottning · e8 svart kung · f8 svart löpare · h8 svart torn · a7 svart bonde · b7 svart bonde · c7 svart bonde · f7 svart bonde · g7 svart bonde · h7 svart bonde · d5 svart bonde · d4 vit bonde · e4 svart springare · d3 vit löpare · f3 vit springare · a2 vit bonde · b2 vit bonde · c2 vit bonde · f2 vit bonde · g2 vit bonde · h2 vit bonde · a1 vit torn · b1 vit springare · c1 vit löpare · d1 vit drottning · e1 vit kung · h1 vit torn | a8 svart torn · b8 svart springare · c8 svart löpare · d8 svart drottning · e8 svart kung · f8 svart löpare · h8 svart torn · a7 svart bonde · b7 svart bonde · c7 svart bonde · f7 svart bonde · g7 svart bonde · h7 svart bonde · d5 svart bonde · d4 vit bonde · e4 svart springare · d3 vit löpare · f3 vit springare · a2 vit bonde · b2 vit bonde · c2 vit bonde · f2 vit bonde · g2 vit bonde · h2 vit bonde · a1 vit torn · b1 vit springare · c1 vit löpare · d1 vit drottning · e1 vit kung · h1 vit torn | a8 svart torn · b8 svart springare · c8 svart löpare · d8 svart drottning · e8 svart kung · f8 svart löpare · h8 svart torn · a7 svart bonde · b7 svart bonde · c7 svart bonde · f7 svart bonde · g7 svart bonde · h7 svart bonde · d5 svart bonde · d4 vit bonde · e4 svart springare · d3 vit löpare · f3 vit springare · a2 vit bonde · b2 vit bonde · c2 vit bonde · f2 vit bonde · g2 vit bonde · h2 vit bonde · a1 vit torn · b1 vit springare · c1 vit löpare · d1 vit drottning · e1 vit kung · h1 vit torn | a8 svart torn · b8 svart springare · c8 svart löpare · d8 svart drottning · e8 svart kung · f8 svart löpare · h8 svart torn · a7 svart bonde · b7 svart bonde · c7 svart bonde · f7 svart bonde · g7 svart bonde · h7 svart bonde · d5 svart bonde · d4 vit bonde · e4 svart springare · d3 vit löpare · f3 vit springare · a2 vit bonde · b2 vit bonde · c2 vit bonde · f2 vit bonde · g2 vit bonde · h2 vit bonde · a1 vit torn · b1 vit springare · c1 vit löpare · d1 vit drottning · e1 vit kung · h1 vit torn | a8 svart torn · b8 svart springare · c8 svart löpare · d8 svart drottning · e8 svart kung · f8 svart löpare · h8 svart torn · a7 svart bonde · b7 svart bonde · c7 svart bonde · f7 svart bonde · g7 svart bonde · h7 svart bonde · d5 svart bonde · d4 vit bonde · e4 svart springare · d3 vit löpare · f3 vit springare · a2 vit bonde · b2 vit bonde · c2 vit bonde · f2 vit bonde · g2 vit bonde · h2 vit bonde · a1 vit torn · b1 vit springare · c1 vit löpare · d1 vit drottning · e1 vit kung · h1 vit torn | 6 |
| 5 | a8 svart torn · b8 svart springare · c8 svart löpare · d8 svart drottning · e8 svart kung · f8 svart löpare · h8 svart torn · a7 svart bonde · b7 svart bonde · c7 svart bonde · f7 svart bonde · g7 svart bonde · h7 svart bonde · d5 svart bonde · d4 vit bonde · e4 svart springare · d3 vit löpare · f3 vit springare · a2 vit bonde · b2 vit bonde · c2 vit bonde · f2 vit bonde · g2 vit bonde · h2 vit bonde · a1 vit torn · b1 vit springare · c1 vit löpare · d1 vit drottning · e1 vit kung · h1 vit torn | a8 svart torn · b8 svart springare · c8 svart löpare · d8 svart drottning · e8 svart kung · f8 svart löpare · h8 svart torn · a7 svart bonde · b7 svart bonde · c7 svart bonde · f7 svart bonde · g7 svart bonde · h7 svart bonde · d5 svart bonde · d4 vit bonde · e4 svart springare · d3 vit löpare · f3 vit springare · a2 vit bonde · b2 vit bonde · c2 vit bonde · f2 vit bonde · g2 vit bonde · h2 vit bonde · a1 vit torn · b1 vit springare · c1 vit löpare · d1 vit drottning · e1 vit kung · h1 vit torn | a8 svart torn · b8 svart springare · c8 svart löpare · d8 svart drottning · e8 svart kung · f8 svart löpare · h8 svart torn · a7 svart bonde · b7 svart bonde · c7 svart bonde · f7 svart bonde · g7 svart bonde · h7 svart bonde · d5 svart bonde · d4 vit bonde · e4 svart springare · d3 vit löpare · f3 vit springare · a2 vit bonde · b2 vit bonde · c2 vit bonde · f2 vit bonde · g2 vit bonde · h2 vit bonde · a1 vit torn · b1 vit springare · c1 vit löpare · d1 vit drottning · e1 vit kung · h1 vit torn | a8 svart torn · b8 svart springare · c8 svart löpare · d8 svart drottning · e8 svart kung · f8 svart löpare · h8 svart torn · a7 svart bonde · b7 svart bonde · c7 svart bonde · f7 svart bonde · g7 svart bonde · h7 svart bonde · d5 svart bonde · d4 vit bonde · e4 svart springare · d3 vit löpare · f3 vit springare · a2 vit bonde · b2 vit bonde · c2 vit bonde · f2 vit bonde · g2 vit bonde · h2 vit bonde · a1 vit torn · b1 vit springare · c1 vit löpare · d1 vit drottning · e1 vit kung · h1 vit torn | a8 svart torn · b8 svart springare · c8 svart löpare · d8 svart drottning · e8 svart kung · f8 svart löpare · h8 svart torn · a7 svart bonde · b7 svart bonde · c7 svart bonde · f7 svart bonde · g7 svart bonde · h7 svart bonde · d5 svart bonde · d4 vit bonde · e4 svart springare · d3 vit löpare · f3 vit springare · a2 vit bonde · b2 vit bonde · c2 vit bonde · f2 vit bonde · g2 vit bonde · h2 vit bonde · a1 vit torn · b1 vit springare · c1 vit löpare · d1 vit drottning · e1 vit kung · h1 vit torn | a8 svart torn · b8 svart springare · c8 svart löpare · d8 svart drottning · e8 svart kung · f8 svart löpare · h8 svart torn · a7 svart bonde · b7 svart bonde · c7 svart bonde · f7 svart bonde · g7 svart bonde · h7 svart bonde · d5 svart bonde · d4 vit bonde · e4 svart springare · d3 vit löpare · f3 vit springare · a2 vit bonde · b2 vit bonde · c2 vit bonde · f2 vit bonde · g2 vit bonde · h2 vit bonde · a1 vit torn · b1 vit springare · c1 vit löpare · d1 vit drottning · e1 vit kung · h1 vit torn | a8 svart torn · b8 svart springare · c8 svart löpare · d8 svart drottning · e8 svart kung · f8 svart löpare · h8 svart torn · a7 svart bonde · b7 svart bonde · c7 svart bonde · f7 svart bonde · g7 svart bonde · h7 svart bonde · d5 svart bonde · d4 vit bonde · e4 svart springare · d3 vit löpare · f3 vit springare · a2 vit bonde · b2 vit bonde · c2 vit bonde · f2 vit bonde · g2 vit bonde · h2 vit bonde · a1 vit torn · b1 vit springare · c1 vit löpare · d1 vit drottning · e1 vit kung · h1 vit torn | a8 svart torn · b8 svart springare · c8 svart löpare · d8 svart drottning · e8 svart kung · f8 svart löpare · h8 svart torn · a7 svart bonde · b7 svart bonde · c7 svart bonde · f7 svart bonde · g7 svart bonde · h7 svart bonde · d5 svart bonde · d4 vit bonde · e4 svart springare · d3 vit löpare · f3 vit springare · a2 vit bonde · b2 vit bonde · c2 vit bonde · f2 vit bonde · g2 vit bonde · h2 vit bonde · a1 vit torn · b1 vit springare · c1 vit löpare · d1 vit drottning · e1 vit kung · h1 vit torn | 5 |
| 4 | a8 svart torn · b8 svart springare · c8 svart löpare · d8 svart drottning · e8 svart kung · f8 svart löpare · h8 svart torn · a7 svart bonde · b7 svart bonde · c7 svart bonde · f7 svart bonde · g7 svart bonde · h7 svart bonde · d5 svart bonde · d4 vit bonde · e4 svart springare · d3 vit löpare · f3 vit springare · a2 vit bonde · b2 vit bonde · c2 vit bonde · f2 vit bonde · g2 vit bonde · h2 vit bonde · a1 vit torn · b1 vit springare · c1 vit löpare · d1 vit drottning · e1 vit kung · h1 vit torn | a8 svart torn · b8 svart springare · c8 svart löpare · d8 svart drottning · e8 svart kung · f8 svart löpare · h8 svart torn · a7 svart bonde · b7 svart bonde · c7 svart bonde · f7 svart bonde · g7 svart bonde · h7 svart bonde · d5 svart bonde · d4 vit bonde · e4 svart springare · d3 vit löpare · f3 vit springare · a2 vit bonde · b2 vit bonde · c2 vit bonde · f2 vit bonde · g2 vit bonde · h2 vit bonde · a1 vit torn · b1 vit springare · c1 vit löpare · d1 vit drottning · e1 vit kung · h1 vit torn | a8 svart torn · b8 svart springare · c8 svart löpare · d8 svart drottning · e8 svart kung · f8 svart löpare · h8 svart torn · a7 svart bonde · b7 svart bonde · c7 svart bonde · f7 svart bonde · g7 svart bonde · h7 svart bonde · d5 svart bonde · d4 vit bonde · e4 svart springare · d3 vit löpare · f3 vit springare · a2 vit bonde · b2 vit bonde · c2 vit bonde · f2 vit bonde · g2 vit bonde · h2 vit bonde · a1 vit torn · b1 vit springare · c1 vit löpare · d1 vit drottning · e1 vit kung · h1 vit torn | a8 svart torn · b8 svart springare · c8 svart löpare · d8 svart drottning · e8 svart kung · f8 svart löpare · h8 svart torn · a7 svart bonde · b7 svart bonde · c7 svart bonde · f7 svart bonde · g7 svart bonde · h7 svart bonde · d5 svart bonde · d4 vit bonde · e4 svart springare · d3 vit löpare · f3 vit springare · a2 vit bonde · b2 vit bonde · c2 vit bonde · f2 vit bonde · g2 vit bonde · h2 vit bonde · a1 vit torn · b1 vit springare · c1 vit löpare · d1 vit drottning · e1 vit kung · h1 vit torn | a8 svart torn · b8 svart springare · c8 svart löpare · d8 svart drottning · e8 svart kung · f8 svart löpare · h8 svart torn · a7 svart bonde · b7 svart bonde · c7 svart bonde · f7 svart bonde · g7 svart bonde · h7 svart bonde · d5 svart bonde · d4 vit bonde · e4 svart springare · d3 vit löpare · f3 vit springare · a2 vit bonde · b2 vit bonde · c2 vit bonde · f2 vit bonde · g2 vit bonde · h2 vit bonde · a1 vit torn · b1 vit springare · c1 vit löpare · d1 vit drottning · e1 vit kung · h1 vit torn | a8 svart torn · b8 svart springare · c8 svart löpare · d8 svart drottning · e8 svart kung · f8 svart löpare · h8 svart torn · a7 svart bonde · b7 svart bonde · c7 svart bonde · f7 svart bonde · g7 svart bonde · h7 svart bonde · d5 svart bonde · d4 vit bonde · e4 svart springare · d3 vit löpare · f3 vit springare · a2 vit bonde · b2 vit bonde · c2 vit bonde · f2 vit bonde · g2 vit bonde · h2 vit bonde · a1 vit torn · b1 vit springare · c1 vit löpare · d1 vit drottning · e1 vit kung · h1 vit torn | a8 svart torn · b8 svart springare · c8 svart löpare · d8 svart drottning · e8 svart kung · f8 svart löpare · h8 svart torn · a7 svart bonde · b7 svart bonde · c7 svart bonde · f7 svart bonde · g7 svart bonde · h7 svart bonde · d5 svart bonde · d4 vit bonde · e4 svart springare · d3 vit löpare · f3 vit springare · a2 vit bonde · b2 vit bonde · c2 vit bonde · f2 vit bonde · g2 vit bonde · h2 vit bonde · a1 vit torn · b1 vit springare · c1 vit löpare · d1 vit drottning · e1 vit kung · h1 vit torn | a8 svart torn · b8 svart springare · c8 svart löpare · d8 svart drottning · e8 svart kung · f8 svart löpare · h8 svart torn · a7 svart bonde · b7 svart bonde · c7 svart bonde · f7 svart bonde · g7 svart bonde · h7 svart bonde · d5 svart bonde · d4 vit bonde · e4 svart springare · d3 vit löpare · f3 vit springare · a2 vit bonde · b2 vit bonde · c2 vit bonde · f2 vit bonde · g2 vit bonde · h2 vit bonde · a1 vit torn · b1 vit springare · c1 vit löpare · d1 vit drottning · e1 vit kung · h1 vit torn | 4 |
| 3 | a8 svart torn · b8 svart springare · c8 svart löpare · d8 svart drottning · e8 svart kung · f8 svart löpare · h8 svart torn · a7 svart bonde · b7 svart bonde · c7 svart bonde · f7 svart bonde · g7 svart bonde · h7 svart bonde · d5 svart bonde · d4 vit bonde · e4 svart springare · d3 vit löpare · f3 vit springare · a2 vit bonde · b2 vit bonde · c2 vit bonde · f2 vit bonde · g2 vit bonde · h2 vit bonde · a1 vit torn · b1 vit springare · c1 vit löpare · d1 vit drottning · e1 vit kung · h1 vit torn | a8 svart torn · b8 svart springare · c8 svart löpare · d8 svart drottning · e8 svart kung · f8 svart löpare · h8 svart torn · a7 svart bonde · b7 svart bonde · c7 svart bonde · f7 svart bonde · g7 svart bonde · h7 svart bonde · d5 svart bonde · d4 vit bonde · e4 svart springare · d3 vit löpare · f3 vit springare · a2 vit bonde · b2 vit bonde · c2 vit bonde · f2 vit bonde · g2 vit bonde · h2 vit bonde · a1 vit torn · b1 vit springare · c1 vit löpare · d1 vit drottning · e1 vit kung · h1 vit torn | a8 svart torn · b8 svart springare · c8 svart löpare · d8 svart drottning · e8 svart kung · f8 svart löpare · h8 svart torn · a7 svart bonde · b7 svart bonde · c7 svart bonde · f7 svart bonde · g7 svart bonde · h7 svart bonde · d5 svart bonde · d4 vit bonde · e4 svart springare · d3 vit löpare · f3 vit springare · a2 vit bonde · b2 vit bonde · c2 vit bonde · f2 vit bonde · g2 vit bonde · h2 vit bonde · a1 vit torn · b1 vit springare · c1 vit löpare · d1 vit drottning · e1 vit kung · h1 vit torn | a8 svart torn · b8 svart springare · c8 svart löpare · d8 svart drottning · e8 svart kung · f8 svart löpare · h8 svart torn · a7 svart bonde · b7 svart bonde · c7 svart bonde · f7 svart bonde · g7 svart bonde · h7 svart bonde · d5 svart bonde · d4 vit bonde · e4 svart springare · d3 vit löpare · f3 vit springare · a2 vit bonde · b2 vit bonde · c2 vit bonde · f2 vit bonde · g2 vit bonde · h2 vit bonde · a1 vit torn · b1 vit springare · c1 vit löpare · d1 vit drottning · e1 vit kung · h1 vit torn | a8 svart torn · b8 svart springare · c8 svart löpare · d8 svart drottning · e8 svart kung · f8 svart löpare · h8 svart torn · a7 svart bonde · b7 svart bonde · c7 svart bonde · f7 svart bonde · g7 svart bonde · h7 svart bonde · d5 svart bonde · d4 vit bonde · e4 svart springare · d3 vit löpare · f3 vit springare · a2 vit bonde · b2 vit bonde · c2 vit bonde · f2 vit bonde · g2 vit bonde · h2 vit bonde · a1 vit torn · b1 vit springare · c1 vit löpare · d1 vit drottning · e1 vit kung · h1 vit torn | a8 svart torn · b8 svart springare · c8 svart löpare · d8 svart drottning · e8 svart kung · f8 svart löpare · h8 svart torn · a7 svart bonde · b7 svart bonde · c7 svart bonde · f7 svart bonde · g7 svart bonde · h7 svart bonde · d5 svart bonde · d4 vit bonde · e4 svart springare · d3 vit löpare · f3 vit springare · a2 vit bonde · b2 vit bonde · c2 vit bonde · f2 vit bonde · g2 vit bonde · h2 vit bonde · a1 vit torn · b1 vit springare · c1 vit löpare · d1 vit drottning · e1 vit kung · h1 vit torn | a8 svart torn · b8 svart springare · c8 svart löpare · d8 svart drottning · e8 svart kung · f8 svart löpare · h8 svart torn · a7 svart bonde · b7 svart bonde · c7 svart bonde · f7 svart bonde · g7 svart bonde · h7 svart bonde · d5 svart bonde · d4 vit bonde · e4 svart springare · d3 vit löpare · f3 vit springare · a2 vit bonde · b2 vit bonde · c2 vit bonde · f2 vit bonde · g2 vit bonde · h2 vit bonde · a1 vit torn · b1 vit springare · c1 vit löpare · d1 vit drottning · e1 vit kung · h1 vit torn | a8 svart torn · b8 svart springare · c8 svart löpare · d8 svart drottning · e8 svart kung · f8 svart löpare · h8 svart torn · a7 svart bonde · b7 svart bonde · c7 svart bonde · f7 svart bonde · g7 svart bonde · h7 svart bonde · d5 svart bonde · d4 vit bonde · e4 svart springare · d3 vit löpare · f3 vit springare · a2 vit bonde · b2 vit bonde · c2 vit bonde · f2 vit bonde · g2 vit bonde · h2 vit bonde · a1 vit torn · b1 vit springare · c1 vit löpare · d1 vit drottning · e1 vit kung · h1 vit torn | 3 |
| 2 | a8 svart torn · b8 svart springare · c8 svart löpare · d8 svart drottning · e8 svart kung · f8 svart löpare · h8 svart torn · a7 svart bonde · b7 svart bonde · c7 svart bonde · f7 svart bonde · g7 svart bonde · h7 svart bonde · d5 svart bonde · d4 vit bonde · e4 svart springare · d3 vit löpare · f3 vit springare · a2 vit bonde · b2 vit bonde · c2 vit bonde · f2 vit bonde · g2 vit bonde · h2 vit bonde · a1 vit torn · b1 vit springare · c1 vit löpare · d1 vit drottning · e1 vit kung · h1 vit torn | a8 svart torn · b8 svart springare · c8 svart löpare · d8 svart drottning · e8 svart kung · f8 svart löpare · h8 svart torn · a7 svart bonde · b7 svart bonde · c7 svart bonde · f7 svart bonde · g7 svart bonde · h7 svart bonde · d5 svart bonde · d4 vit bonde · e4 svart springare · d3 vit löpare · f3 vit springare · a2 vit bonde · b2 vit bonde · c2 vit bonde · f2 vit bonde · g2 vit bonde · h2 vit bonde · a1 vit torn · b1 vit springare · c1 vit löpare · d1 vit drottning · e1 vit kung · h1 vit torn | a8 svart torn · b8 svart springare · c8 svart löpare · d8 svart drottning · e8 svart kung · f8 svart löpare · h8 svart torn · a7 svart bonde · b7 svart bonde · c7 svart bonde · f7 svart bonde · g7 svart bonde · h7 svart bonde · d5 svart bonde · d4 vit bonde · e4 svart springare · d3 vit löpare · f3 vit springare · a2 vit bonde · b2 vit bonde · c2 vit bonde · f2 vit bonde · g2 vit bonde · h2 vit bonde · a1 vit torn · b1 vit springare · c1 vit löpare · d1 vit drottning · e1 vit kung · h1 vit torn | a8 svart torn · b8 svart springare · c8 svart löpare · d8 svart drottning · e8 svart kung · f8 svart löpare · h8 svart torn · a7 svart bonde · b7 svart bonde · c7 svart bonde · f7 svart bonde · g7 svart bonde · h7 svart bonde · d5 svart bonde · d4 vit bonde · e4 svart springare · d3 vit löpare · f3 vit springare · a2 vit bonde · b2 vit bonde · c2 vit bonde · f2 vit bonde · g2 vit bonde · h2 vit bonde · a1 vit torn · b1 vit springare · c1 vit löpare · d1 vit drottning · e1 vit kung · h1 vit torn | a8 svart torn · b8 svart springare · c8 svart löpare · d8 svart drottning · e8 svart kung · f8 svart löpare · h8 svart torn · a7 svart bonde · b7 svart bonde · c7 svart bonde · f7 svart bonde · g7 svart bonde · h7 svart bonde · d5 svart bonde · d4 vit bonde · e4 svart springare · d3 vit löpare · f3 vit springare · a2 vit bonde · b2 vit bonde · c2 vit bonde · f2 vit bonde · g2 vit bonde · h2 vit bonde · a1 vit torn · b1 vit springare · c1 vit löpare · d1 vit drottning · e1 vit kung · h1 vit torn | a8 svart torn · b8 svart springare · c8 svart löpare · d8 svart drottning · e8 svart kung · f8 svart löpare · h8 svart torn · a7 svart bonde · b7 svart bonde · c7 svart bonde · f7 svart bonde · g7 svart bonde · h7 svart bonde · d5 svart bonde · d4 vit bonde · e4 svart springare · d3 vit löpare · f3 vit springare · a2 vit bonde · b2 vit bonde · c2 vit bonde · f2 vit bonde · g2 vit bonde · h2 vit bonde · a1 vit torn · b1 vit springare · c1 vit löpare · d1 vit drottning · e1 vit kung · h1 vit torn | a8 svart torn · b8 svart springare · c8 svart löpare · d8 svart drottning · e8 svart kung · f8 svart löpare · h8 svart torn · a7 svart bonde · b7 svart bonde · c7 svart bonde · f7 svart bonde · g7 svart bonde · h7 svart bonde · d5 svart bonde · d4 vit bonde · e4 svart springare · d3 vit löpare · f3 vit springare · a2 vit bonde · b2 vit bonde · c2 vit bonde · f2 vit bonde · g2 vit bonde · h2 vit bonde · a1 vit torn · b1 vit springare · c1 vit löpare · d1 vit drottning · e1 vit kung · h1 vit torn | a8 svart torn · b8 svart springare · c8 svart löpare · d8 svart drottning · e8 svart kung · f8 svart löpare · h8 svart torn · a7 svart bonde · b7 svart bonde · c7 svart bonde · f7 svart bonde · g7 svart bonde · h7 svart bonde · d5 svart bonde · d4 vit bonde · e4 svart springare · d3 vit löpare · f3 vit springare · a2 vit bonde · b2 vit bonde · c2 vit bonde · f2 vit bonde · g2 vit bonde · h2 vit bonde · a1 vit torn · b1 vit springare · c1 vit löpare · d1 vit drottning · e1 vit kung · h1 vit torn | 2 |
| 1 | a8 svart torn · b8 svart springare · c8 svart löpare · d8 svart drottning · e8 svart kung · f8 svart löpare · h8 svart torn · a7 svart bonde · b7 svart bonde · c7 svart bonde · f7 svart bonde · g7 svart bonde · h7 svart bonde · d5 svart bonde · d4 vit bonde · e4 svart springare · d3 vit löpare · f3 vit springare · a2 vit bonde · b2 vit bonde · c2 vit bonde · f2 vit bonde · g2 vit bonde · h2 vit bonde · a1 vit torn · b1 vit springare · c1 vit löpare · d1 vit drottning · e1 vit kung · h1 vit torn | a8 svart torn · b8 svart springare · c8 svart löpare · d8 svart drottning · e8 svart kung · f8 svart löpare · h8 svart torn · a7 svart bonde · b7 svart bonde · c7 svart bonde · f7 svart bonde · g7 svart bonde · h7 svart bonde · d5 svart bonde · d4 vit bonde · e4 svart springare · d3 vit löpare · f3 vit springare · a2 vit bonde · b2 vit bonde · c2 vit bonde · f2 vit bonde · g2 vit bonde · h2 vit bonde · a1 vit torn · b1 vit springare · c1 vit löpare · d1 vit drottning · e1 vit kung · h1 vit torn | a8 svart torn · b8 svart springare · c8 svart löpare · d8 svart drottning · e8 svart kung · f8 svart löpare · h8 svart torn · a7 svart bonde · b7 svart bonde · c7 svart bonde · f7 svart bonde · g7 svart bonde · h7 svart bonde · d5 svart bonde · d4 vit bonde · e4 svart springare · d3 vit löpare · f3 vit springare · a2 vit bonde · b2 vit bonde · c2 vit bonde · f2 vit bonde · g2 vit bonde · h2 vit bonde · a1 vit torn · b1 vit springare · c1 vit löpare · d1 vit drottning · e1 vit kung · h1 vit torn | a8 svart torn · b8 svart springare · c8 svart löpare · d8 svart drottning · e8 svart kung · f8 svart löpare · h8 svart torn · a7 svart bonde · b7 svart bonde · c7 svart bonde · f7 svart bonde · g7 svart bonde · h7 svart bonde · d5 svart bonde · d4 vit bonde · e4 svart springare · d3 vit löpare · f3 vit springare · a2 vit bonde · b2 vit bonde · c2 vit bonde · f2 vit bonde · g2 vit bonde · h2 vit bonde · a1 vit torn · b1 vit springare · c1 vit löpare · d1 vit drottning · e1 vit kung · h1 vit torn | a8 svart torn · b8 svart springare · c8 svart löpare · d8 svart drottning · e8 svart kung · f8 svart löpare · h8 svart torn · a7 svart bonde · b7 svart bonde · c7 svart bonde · f7 svart bonde · g7 svart bonde · h7 svart bonde · d5 svart bonde · d4 vit bonde · e4 svart springare · d3 vit löpare · f3 vit springare · a2 vit bonde · b2 vit bonde · c2 vit bonde · f2 vit bonde · g2 vit bonde · h2 vit bonde · a1 vit torn · b1 vit springare · c1 vit löpare · d1 vit drottning · e1 vit kung · h1 vit torn | a8 svart torn · b8 svart springare · c8 svart löpare · d8 svart drottning · e8 svart kung · f8 svart löpare · h8 svart torn · a7 svart bonde · b7 svart bonde · c7 svart bonde · f7 svart bonde · g7 svart bonde · h7 svart bonde · d5 svart bonde · d4 vit bonde · e4 svart springare · d3 vit löpare · f3 vit springare · a2 vit bonde · b2 vit bonde · c2 vit bonde · f2 vit bonde · g2 vit bonde · h2 vit bonde · a1 vit torn · b1 vit springare · c1 vit löpare · d1 vit drottning · e1 vit kung · h1 vit torn | a8 svart torn · b8 svart springare · c8 svart löpare · d8 svart drottning · e8 svart kung · f8 svart löpare · h8 svart torn · a7 svart bonde · b7 svart bonde · c7 svart bonde · f7 svart bonde · g7 svart bonde · h7 svart bonde · d5 svart bonde · d4 vit bonde · e4 svart springare · d3 vit löpare · f3 vit springare · a2 vit bonde · b2 vit bonde · c2 vit bonde · f2 vit bonde · g2 vit bonde · h2 vit bonde · a1 vit torn · b1 vit springare · c1 vit löpare · d1 vit drottning · e1 vit kung · h1 vit torn | a8 svart torn · b8 svart springare · c8 svart löpare · d8 svart drottning · e8 svart kung · f8 svart löpare · h8 svart torn · a7 svart bonde · b7 svart bonde · c7 svart bonde · f7 svart bonde · g7 svart bonde · h7 svart bonde · d5 svart bonde · d4 vit bonde · e4 svart springare · d3 vit löpare · f3 vit springare · a2 vit bonde · b2 vit bonde · c2 vit bonde · f2 vit bonde · g2 vit bonde · h2 vit bonde · a1 vit torn · b1 vit springare · c1 vit löpare · d1 vit drottning · e1 vit kung · h1 vit torn | 1 |
|   | a | b | c | d | e | f | g | h |   |

Efter 3.Sxe5 är 3...Sxe4? ett känt nybörjarfel. 4.De2 vinner dam efter 4...Sf6?? 5.Sc6+ eller bonde efter 4...De7 5.Dxe4 d6 6.d4 dxe5 7.dxe5.
Huvudvarianten fortsätter i stället 3.Sxe5 d6 4.Sf3 Sxe4 5.d4 d5 6.Ld3 (se diagram).
Vits mål är nu att försöka driva bort den starka svarta springaren med drag som Te1 och c4.
Svart fortsätter normalt med 6...Sc6, 6...Ld6 eller 6...Le7.
Vit har flera alternativ till huvudvarianten: 
- Offret 4.Sxf7 kallas Cochranegambit. Det är mycket ovanligt men spelades av Veselin Topalov mot Vladimir Kramnik 1999.[3]
- I stället för 5.d4 kan vit spela 5.Sc3 (som beskrivs nedan) och 5.De2 De7 6.d3 Sf6 (som är remibetonat).

#### Sc3-varianten
|   | a | b | c | d | e | f | g | h |   |
| 8 | a8 svart torn · b8 svart springare · c8 svart löpare · d8 svart drottning · e8 svart kung · h8 svart torn · a7 svart bonde · b7 svart bonde · c7 svart bonde · e7 svart löpare · f7 svart bonde · g7 svart bonde · h7 svart bonde · d6 svart bonde · c3 vit bonde · e3 vit löpare · f3 vit springare · a2 vit bonde · b2 vit bonde · c2 vit bonde · f2 vit bonde · g2 vit bonde · h2 vit bonde · a1 vit torn · d1 vit drottning · e1 vit kung · f1 vit löpare · h1 vit torn | a8 svart torn · b8 svart springare · c8 svart löpare · d8 svart drottning · e8 svart kung · h8 svart torn · a7 svart bonde · b7 svart bonde · c7 svart bonde · e7 svart löpare · f7 svart bonde · g7 svart bonde · h7 svart bonde · d6 svart bonde · c3 vit bonde · e3 vit löpare · f3 vit springare · a2 vit bonde · b2 vit bonde · c2 vit bonde · f2 vit bonde · g2 vit bonde · h2 vit bonde · a1 vit torn · d1 vit drottning · e1 vit kung · f1 vit löpare · h1 vit torn | a8 svart torn · b8 svart springare · c8 svart löpare · d8 svart drottning · e8 svart kung · h8 svart torn · a7 svart bonde · b7 svart bonde · c7 svart bonde · e7 svart löpare · f7 svart bonde · g7 svart bonde · h7 svart bonde · d6 svart bonde · c3 vit bonde · e3 vit löpare · f3 vit springare · a2 vit bonde · b2 vit bonde · c2 vit bonde · f2 vit bonde · g2 vit bonde · h2 vit bonde · a1 vit torn · d1 vit drottning · e1 vit kung · f1 vit löpare · h1 vit torn | a8 svart torn · b8 svart springare · c8 svart löpare · d8 svart drottning · e8 svart kung · h8 svart torn · a7 svart bonde · b7 svart bonde · c7 svart bonde · e7 svart löpare · f7 svart bonde · g7 svart bonde · h7 svart bonde · d6 svart bonde · c3 vit bonde · e3 vit löpare · f3 vit springare · a2 vit bonde · b2 vit bonde · c2 vit bonde · f2 vit bonde · g2 vit bonde · h2 vit bonde · a1 vit torn · d1 vit drottning · e1 vit kung · f1 vit löpare · h1 vit torn | a8 svart torn · b8 svart springare · c8 svart löpare · d8 svart drottning · e8 svart kung · h8 svart torn · a7 svart bonde · b7 svart bonde · c7 svart bonde · e7 svart löpare · f7 svart bonde · g7 svart bonde · h7 svart bonde · d6 svart bonde · c3 vit bonde · e3 vit löpare · f3 vit springare · a2 vit bonde · b2 vit bonde · c2 vit bonde · f2 vit bonde · g2 vit bonde · h2 vit bonde · a1 vit torn · d1 vit drottning · e1 vit kung · f1 vit löpare · h1 vit torn | a8 svart torn · b8 svart springare · c8 svart löpare · d8 svart drottning · e8 svart kung · h8 svart torn · a7 svart bonde · b7 svart bonde · c7 svart bonde · e7 svart löpare · f7 svart bonde · g7 svart bonde · h7 svart bonde · d6 svart bonde · c3 vit bonde · e3 vit löpare · f3 vit springare · a2 vit bonde · b2 vit bonde · c2 vit bonde · f2 vit bonde · g2 vit bonde · h2 vit bonde · a1 vit torn · d1 vit drottning · e1 vit kung · f1 vit löpare · h1 vit torn | a8 svart torn · b8 svart springare · c8 svart löpare · d8 svart drottning · e8 svart kung · h8 svart torn · a7 svart bonde · b7 svart bonde · c7 svart bonde · e7 svart löpare · f7 svart bonde · g7 svart bonde · h7 svart bonde · d6 svart bonde · c3 vit bonde · e3 vit löpare · f3 vit springare · a2 vit bonde · b2 vit bonde · c2 vit bonde · f2 vit bonde · g2 vit bonde · h2 vit bonde · a1 vit torn · d1 vit drottning · e1 vit kung · f1 vit löpare · h1 vit torn | a8 svart torn · b8 svart springare · c8 svart löpare · d8 svart drottning · e8 svart kung · h8 svart torn · a7 svart bonde · b7 svart bonde · c7 svart bonde · e7 svart löpare · f7 svart bonde · g7 svart bonde · h7 svart bonde · d6 svart bonde · c3 vit bonde · e3 vit löpare · f3 vit springare · a2 vit bonde · b2 vit bonde · c2 vit bonde · f2 vit bonde · g2 vit bonde · h2 vit bonde · a1 vit torn · d1 vit drottning · e1 vit kung · f1 vit löpare · h1 vit torn | 8 |
| 7 | a8 svart torn · b8 svart springare · c8 svart löpare · d8 svart drottning · e8 svart kung · h8 svart torn · a7 svart bonde · b7 svart bonde · c7 svart bonde · e7 svart löpare · f7 svart bonde · g7 svart bonde · h7 svart bonde · d6 svart bonde · c3 vit bonde · e3 vit löpare · f3 vit springare · a2 vit bonde · b2 vit bonde · c2 vit bonde · f2 vit bonde · g2 vit bonde · h2 vit bonde · a1 vit torn · d1 vit drottning · e1 vit kung · f1 vit löpare · h1 vit torn | a8 svart torn · b8 svart springare · c8 svart löpare · d8 svart drottning · e8 svart kung · h8 svart torn · a7 svart bonde · b7 svart bonde · c7 svart bonde · e7 svart löpare · f7 svart bonde · g7 svart bonde · h7 svart bonde · d6 svart bonde · c3 vit bonde · e3 vit löpare · f3 vit springare · a2 vit bonde · b2 vit bonde · c2 vit bonde · f2 vit bonde · g2 vit bonde · h2 vit bonde · a1 vit torn · d1 vit drottning · e1 vit kung · f1 vit löpare · h1 vit torn | a8 svart torn · b8 svart springare · c8 svart löpare · d8 svart drottning · e8 svart kung · h8 svart torn · a7 svart bonde · b7 svart bonde · c7 svart bonde · e7 svart löpare · f7 svart bonde · g7 svart bonde · h7 svart bonde · d6 svart bonde · c3 vit bonde · e3 vit löpare · f3 vit springare · a2 vit bonde · b2 vit bonde · c2 vit bonde · f2 vit bonde · g2 vit bonde · h2 vit bonde · a1 vit torn · d1 vit drottning · e1 vit kung · f1 vit löpare · h1 vit torn | a8 svart torn · b8 svart springare · c8 svart löpare · d8 svart drottning · e8 svart kung · h8 svart torn · a7 svart bonde · b7 svart bonde · c7 svart bonde · e7 svart löpare · f7 svart bonde · g7 svart bonde · h7 svart bonde · d6 svart bonde · c3 vit bonde · e3 vit löpare · f3 vit springare · a2 vit bonde · b2 vit bonde · c2 vit bonde · f2 vit bonde · g2 vit bonde · h2 vit bonde · a1 vit torn · d1 vit drottning · e1 vit kung · f1 vit löpare · h1 vit torn | a8 svart torn · b8 svart springare · c8 svart löpare · d8 svart drottning · e8 svart kung · h8 svart torn · a7 svart bonde · b7 svart bonde · c7 svart bonde · e7 svart löpare · f7 svart bonde · g7 svart bonde · h7 svart bonde · d6 svart bonde · c3 vit bonde · e3 vit löpare · f3 vit springare · a2 vit bonde · b2 vit bonde · c2 vit bonde · f2 vit bonde · g2 vit bonde · h2 vit bonde · a1 vit torn · d1 vit drottning · e1 vit kung · f1 vit löpare · h1 vit torn | a8 svart torn · b8 svart springare · c8 svart löpare · d8 svart drottning · e8 svart kung · h8 svart torn · a7 svart bonde · b7 svart bonde · c7 svart bonde · e7 svart löpare · f7 svart bonde · g7 svart bonde · h7 svart bonde · d6 svart bonde · c3 vit bonde · e3 vit löpare · f3 vit springare · a2 vit bonde · b2 vit bonde · c2 vit bonde · f2 vit bonde · g2 vit bonde · h2 vit bonde · a1 vit torn · d1 vit drottning · e1 vit kung · f1 vit löpare · h1 vit torn | a8 svart torn · b8 svart springare · c8 svart löpare · d8 svart drottning · e8 svart kung · h8 svart torn · a7 svart bonde · b7 svart bonde · c7 svart bonde · e7 svart löpare · f7 svart bonde · g7 svart bonde · h7 svart bonde · d6 svart bonde · c3 vit bonde · e3 vit löpare · f3 vit springare · a2 vit bonde · b2 vit bonde · c2 vit bonde · f2 vit bonde · g2 vit bonde · h2 vit bonde · a1 vit torn · d1 vit drottning · e1 vit kung · f1 vit löpare · h1 vit torn | a8 svart torn · b8 svart springare · c8 svart löpare · d8 svart drottning · e8 svart kung · h8 svart torn · a7 svart bonde · b7 svart bonde · c7 svart bonde · e7 svart löpare · f7 svart bonde · g7 svart bonde · h7 svart bonde · d6 svart bonde · c3 vit bonde · e3 vit löpare · f3 vit springare · a2 vit bonde · b2 vit bonde · c2 vit bonde · f2 vit bonde · g2 vit bonde · h2 vit bonde · a1 vit torn · d1 vit drottning · e1 vit kung · f1 vit löpare · h1 vit torn | 7 |
| 6 | a8 svart torn · b8 svart springare · c8 svart löpare · d8 svart drottning · e8 svart kung · h8 svart torn · a7 svart bonde · b7 svart bonde · c7 svart bonde · e7 svart löpare · f7 svart bonde · g7 svart bonde · h7 svart bonde · d6 svart bonde · c3 vit bonde · e3 vit löpare · f3 vit springare · a2 vit bonde · b2 vit bonde · c2 vit bonde · f2 vit bonde · g2 vit bonde · h2 vit bonde · a1 vit torn · d1 vit drottning · e1 vit kung · f1 vit löpare · h1 vit torn | a8 svart torn · b8 svart springare · c8 svart löpare · d8 svart drottning · e8 svart kung · h8 svart torn · a7 svart bonde · b7 svart bonde · c7 svart bonde · e7 svart löpare · f7 svart bonde · g7 svart bonde · h7 svart bonde · d6 svart bonde · c3 vit bonde · e3 vit löpare · f3 vit springare · a2 vit bonde · b2 vit bonde · c2 vit bonde · f2 vit bonde · g2 vit bonde · h2 vit bonde · a1 vit torn · d1 vit drottning · e1 vit kung · f1 vit löpare · h1 vit torn | a8 svart torn · b8 svart springare · c8 svart löpare · d8 svart drottning · e8 svart kung · h8 svart torn · a7 svart bonde · b7 svart bonde · c7 svart bonde · e7 svart löpare · f7 svart bonde · g7 svart bonde · h7 svart bonde · d6 svart bonde · c3 vit bonde · e3 vit löpare · f3 vit springare · a2 vit bonde · b2 vit bonde · c2 vit bonde · f2 vit bonde · g2 vit bonde · h2 vit bonde · a1 vit torn · d1 vit drottning · e1 vit kung · f1 vit löpare · h1 vit torn | a8 svart torn · b8 svart springare · c8 svart löpare · d8 svart drottning · e8 svart kung · h8 svart torn · a7 svart bonde · b7 svart bonde · c7 svart bonde · e7 svart löpare · f7 svart bonde · g7 svart bonde · h7 svart bonde · d6 svart bonde · c3 vit bonde · e3 vit löpare · f3 vit springare · a2 vit bonde · b2 vit bonde · c2 vit bonde · f2 vit bonde · g2 vit bonde · h2 vit bonde · a1 vit torn · d1 vit drottning · e1 vit kung · f1 vit löpare · h1 vit torn | a8 svart torn · b8 svart springare · c8 svart löpare · d8 svart drottning · e8 svart kung · h8 svart torn · a7 svart bonde · b7 svart bonde · c7 svart bonde · e7 svart löpare · f7 svart bonde · g7 svart bonde · h7 svart bonde · d6 svart bonde · c3 vit bonde · e3 vit löpare · f3 vit springare · a2 vit bonde · b2 vit bonde · c2 vit bonde · f2 vit bonde · g2 vit bonde · h2 vit bonde · a1 vit torn · d1 vit drottning · e1 vit kung · f1 vit löpare · h1 vit torn | a8 svart torn · b8 svart springare · c8 svart löpare · d8 svart drottning · e8 svart kung · h8 svart torn · a7 svart bonde · b7 svart bonde · c7 svart bonde · e7 svart löpare · f7 svart bonde · g7 svart bonde · h7 svart bonde · d6 svart bonde · c3 vit bonde · e3 vit löpare · f3 vit springare · a2 vit bonde · b2 vit bonde · c2 vit bonde · f2 vit bonde · g2 vit bonde · h2 vit bonde · a1 vit torn · d1 vit drottning · e1 vit kung · f1 vit löpare · h1 vit torn | a8 svart torn · b8 svart springare · c8 svart löpare · d8 svart drottning · e8 svart kung · h8 svart torn · a7 svart bonde · b7 svart bonde · c7 svart bonde · e7 svart löpare · f7 svart bonde · g7 svart bonde · h7 svart bonde · d6 svart bonde · c3 vit bonde · e3 vit löpare · f3 vit springare · a2 vit bonde · b2 vit bonde · c2 vit bonde · f2 vit bonde · g2 vit bonde · h2 vit bonde · a1 vit torn · d1 vit drottning · e1 vit kung · f1 vit löpare · h1 vit torn | a8 svart torn · b8 svart springare · c8 svart löpare · d8 svart drottning · e8 svart kung · h8 svart torn · a7 svart bonde · b7 svart bonde · c7 svart bonde · e7 svart löpare · f7 svart bonde · g7 svart bonde · h7 svart bonde · d6 svart bonde · c3 vit bonde · e3 vit löpare · f3 vit springare · a2 vit bonde · b2 vit bonde · c2 vit bonde · f2 vit bonde · g2 vit bonde · h2 vit bonde · a1 vit torn · d1 vit drottning · e1 vit kung · f1 vit löpare · h1 vit torn | 6 |
| 5 | a8 svart torn · b8 svart springare · c8 svart löpare · d8 svart drottning · e8 svart kung · h8 svart torn · a7 svart bonde · b7 svart bonde · c7 svart bonde · e7 svart löpare · f7 svart bonde · g7 svart bonde · h7 svart bonde · d6 svart bonde · c3 vit bonde · e3 vit löpare · f3 vit springare · a2 vit bonde · b2 vit bonde · c2 vit bonde · f2 vit bonde · g2 vit bonde · h2 vit bonde · a1 vit torn · d1 vit drottning · e1 vit kung · f1 vit löpare · h1 vit torn | a8 svart torn · b8 svart springare · c8 svart löpare · d8 svart drottning · e8 svart kung · h8 svart torn · a7 svart bonde · b7 svart bonde · c7 svart bonde · e7 svart löpare · f7 svart bonde · g7 svart bonde · h7 svart bonde · d6 svart bonde · c3 vit bonde · e3 vit löpare · f3 vit springare · a2 vit bonde · b2 vit bonde · c2 vit bonde · f2 vit bonde · g2 vit bonde · h2 vit bonde · a1 vit torn · d1 vit drottning · e1 vit kung · f1 vit löpare · h1 vit torn | a8 svart torn · b8 svart springare · c8 svart löpare · d8 svart drottning · e8 svart kung · h8 svart torn · a7 svart bonde · b7 svart bonde · c7 svart bonde · e7 svart löpare · f7 svart bonde · g7 svart bonde · h7 svart bonde · d6 svart bonde · c3 vit bonde · e3 vit löpare · f3 vit springare · a2 vit bonde · b2 vit bonde · c2 vit bonde · f2 vit bonde · g2 vit bonde · h2 vit bonde · a1 vit torn · d1 vit drottning · e1 vit kung · f1 vit löpare · h1 vit torn | a8 svart torn · b8 svart springare · c8 svart löpare · d8 svart drottning · e8 svart kung · h8 svart torn · a7 svart bonde · b7 svart bonde · c7 svart bonde · e7 svart löpare · f7 svart bonde · g7 svart bonde · h7 svart bonde · d6 svart bonde · c3 vit bonde · e3 vit löpare · f3 vit springare · a2 vit bonde · b2 vit bonde · c2 vit bonde · f2 vit bonde · g2 vit bonde · h2 vit bonde · a1 vit torn · d1 vit drottning · e1 vit kung · f1 vit löpare · h1 vit torn | a8 svart torn · b8 svart springare · c8 svart löpare · d8 svart drottning · e8 svart kung · h8 svart torn · a7 svart bonde · b7 svart bonde · c7 svart bonde · e7 svart löpare · f7 svart bonde · g7 svart bonde · h7 svart bonde · d6 svart bonde · c3 vit bonde · e3 vit löpare · f3 vit springare · a2 vit bonde · b2 vit bonde · c2 vit bonde · f2 vit bonde · g2 vit bonde · h2 vit bonde · a1 vit torn · d1 vit drottning · e1 vit kung · f1 vit löpare · h1 vit torn | a8 svart torn · b8 svart springare · c8 svart löpare · d8 svart drottning · e8 svart kung · h8 svart torn · a7 svart bonde · b7 svart bonde · c7 svart bonde · e7 svart löpare · f7 svart bonde · g7 svart bonde · h7 svart bonde · d6 svart bonde · c3 vit bonde · e3 vit löpare · f3 vit springare · a2 vit bonde · b2 vit bonde · c2 vit bonde · f2 vit bonde · g2 vit bonde · h2 vit bonde · a1 vit torn · d1 vit drottning · e1 vit kung · f1 vit löpare · h1 vit torn | a8 svart torn · b8 svart springare · c8 svart löpare · d8 svart drottning · e8 svart kung · h8 svart torn · a7 svart bonde · b7 svart bonde · c7 svart bonde · e7 svart löpare · f7 svart bonde · g7 svart bonde · h7 svart bonde · d6 svart bonde · c3 vit bonde · e3 vit löpare · f3 vit springare · a2 vit bonde · b2 vit bonde · c2 vit bonde · f2 vit bonde · g2 vit bonde · h2 vit bonde · a1 vit torn · d1 vit drottning · e1 vit kung · f1 vit löpare · h1 vit torn | a8 svart torn · b8 svart springare · c8 svart löpare · d8 svart drottning · e8 svart kung · h8 svart torn · a7 svart bonde · b7 svart bonde · c7 svart bonde · e7 svart löpare · f7 svart bonde · g7 svart bonde · h7 svart bonde · d6 svart bonde · c3 vit bonde · e3 vit löpare · f3 vit springare · a2 vit bonde · b2 vit bonde · c2 vit bonde · f2 vit bonde · g2 vit bonde · h2 vit bonde · a1 vit torn · d1 vit drottning · e1 vit kung · f1 vit löpare · h1 vit torn | 5 |
| 4 | a8 svart torn · b8 svart springare · c8 svart löpare · d8 svart drottning · e8 svart kung · h8 svart torn · a7 svart bonde · b7 svart bonde · c7 svart bonde · e7 svart löpare · f7 svart bonde · g7 svart bonde · h7 svart bonde · d6 svart bonde · c3 vit bonde · e3 vit löpare · f3 vit springare · a2 vit bonde · b2 vit bonde · c2 vit bonde · f2 vit bonde · g2 vit bonde · h2 vit bonde · a1 vit torn · d1 vit drottning · e1 vit kung · f1 vit löpare · h1 vit torn | a8 svart torn · b8 svart springare · c8 svart löpare · d8 svart drottning · e8 svart kung · h8 svart torn · a7 svart bonde · b7 svart bonde · c7 svart bonde · e7 svart löpare · f7 svart bonde · g7 svart bonde · h7 svart bonde · d6 svart bonde · c3 vit bonde · e3 vit löpare · f3 vit springare · a2 vit bonde · b2 vit bonde · c2 vit bonde · f2 vit bonde · g2 vit bonde · h2 vit bonde · a1 vit torn · d1 vit drottning · e1 vit kung · f1 vit löpare · h1 vit torn | a8 svart torn · b8 svart springare · c8 svart löpare · d8 svart drottning · e8 svart kung · h8 svart torn · a7 svart bonde · b7 svart bonde · c7 svart bonde · e7 svart löpare · f7 svart bonde · g7 svart bonde · h7 svart bonde · d6 svart bonde · c3 vit bonde · e3 vit löpare · f3 vit springare · a2 vit bonde · b2 vit bonde · c2 vit bonde · f2 vit bonde · g2 vit bonde · h2 vit bonde · a1 vit torn · d1 vit drottning · e1 vit kung · f1 vit löpare · h1 vit torn | a8 svart torn · b8 svart springare · c8 svart löpare · d8 svart drottning · e8 svart kung · h8 svart torn · a7 svart bonde · b7 svart bonde · c7 svart bonde · e7 svart löpare · f7 svart bonde · g7 svart bonde · h7 svart bonde · d6 svart bonde · c3 vit bonde · e3 vit löpare · f3 vit springare · a2 vit bonde · b2 vit bonde · c2 vit bonde · f2 vit bonde · g2 vit bonde · h2 vit bonde · a1 vit torn · d1 vit drottning · e1 vit kung · f1 vit löpare · h1 vit torn | a8 svart torn · b8 svart springare · c8 svart löpare · d8 svart drottning · e8 svart kung · h8 svart torn · a7 svart bonde · b7 svart bonde · c7 svart bonde · e7 svart löpare · f7 svart bonde · g7 svart bonde · h7 svart bonde · d6 svart bonde · c3 vit bonde · e3 vit löpare · f3 vit springare · a2 vit bonde · b2 vit bonde · c2 vit bonde · f2 vit bonde · g2 vit bonde · h2 vit bonde · a1 vit torn · d1 vit drottning · e1 vit kung · f1 vit löpare · h1 vit torn | a8 svart torn · b8 svart springare · c8 svart löpare · d8 svart drottning · e8 svart kung · h8 svart torn · a7 svart bonde · b7 svart bonde · c7 svart bonde · e7 svart löpare · f7 svart bonde · g7 svart bonde · h7 svart bonde · d6 svart bonde · c3 vit bonde · e3 vit löpare · f3 vit springare · a2 vit bonde · b2 vit bonde · c2 vit bonde · f2 vit bonde · g2 vit bonde · h2 vit bonde · a1 vit torn · d1 vit drottning · e1 vit kung · f1 vit löpare · h1 vit torn | a8 svart torn · b8 svart springare · c8 svart löpare · d8 svart drottning · e8 svart kung · h8 svart torn · a7 svart bonde · b7 svart bonde · c7 svart bonde · e7 svart löpare · f7 svart bonde · g7 svart bonde · h7 svart bonde · d6 svart bonde · c3 vit bonde · e3 vit löpare · f3 vit springare · a2 vit bonde · b2 vit bonde · c2 vit bonde · f2 vit bonde · g2 vit bonde · h2 vit bonde · a1 vit torn · d1 vit drottning · e1 vit kung · f1 vit löpare · h1 vit torn | a8 svart torn · b8 svart springare · c8 svart löpare · d8 svart drottning · e8 svart kung · h8 svart torn · a7 svart bonde · b7 svart bonde · c7 svart bonde · e7 svart löpare · f7 svart bonde · g7 svart bonde · h7 svart bonde · d6 svart bonde · c3 vit bonde · e3 vit löpare · f3 vit springare · a2 vit bonde · b2 vit bonde · c2 vit bonde · f2 vit bonde · g2 vit bonde · h2 vit bonde · a1 vit torn · d1 vit drottning · e1 vit kung · f1 vit löpare · h1 vit torn | 4 |
| 3 | a8 svart torn · b8 svart springare · c8 svart löpare · d8 svart drottning · e8 svart kung · h8 svart torn · a7 svart bonde · b7 svart bonde · c7 svart bonde · e7 svart löpare · f7 svart bonde · g7 svart bonde · h7 svart bonde · d6 svart bonde · c3 vit bonde · e3 vit löpare · f3 vit springare · a2 vit bonde · b2 vit bonde · c2 vit bonde · f2 vit bonde · g2 vit bonde · h2 vit bonde · a1 vit torn · d1 vit drottning · e1 vit kung · f1 vit löpare · h1 vit torn | a8 svart torn · b8 svart springare · c8 svart löpare · d8 svart drottning · e8 svart kung · h8 svart torn · a7 svart bonde · b7 svart bonde · c7 svart bonde · e7 svart löpare · f7 svart bonde · g7 svart bonde · h7 svart bonde · d6 svart bonde · c3 vit bonde · e3 vit löpare · f3 vit springare · a2 vit bonde · b2 vit bonde · c2 vit bonde · f2 vit bonde · g2 vit bonde · h2 vit bonde · a1 vit torn · d1 vit drottning · e1 vit kung · f1 vit löpare · h1 vit torn | a8 svart torn · b8 svart springare · c8 svart löpare · d8 svart drottning · e8 svart kung · h8 svart torn · a7 svart bonde · b7 svart bonde · c7 svart bonde · e7 svart löpare · f7 svart bonde · g7 svart bonde · h7 svart bonde · d6 svart bonde · c3 vit bonde · e3 vit löpare · f3 vit springare · a2 vit bonde · b2 vit bonde · c2 vit bonde · f2 vit bonde · g2 vit bonde · h2 vit bonde · a1 vit torn · d1 vit drottning · e1 vit kung · f1 vit löpare · h1 vit torn | a8 svart torn · b8 svart springare · c8 svart löpare · d8 svart drottning · e8 svart kung · h8 svart torn · a7 svart bonde · b7 svart bonde · c7 svart bonde · e7 svart löpare · f7 svart bonde · g7 svart bonde · h7 svart bonde · d6 svart bonde · c3 vit bonde · e3 vit löpare · f3 vit springare · a2 vit bonde · b2 vit bonde · c2 vit bonde · f2 vit bonde · g2 vit bonde · h2 vit bonde · a1 vit torn · d1 vit drottning · e1 vit kung · f1 vit löpare · h1 vit torn | a8 svart torn · b8 svart springare · c8 svart löpare · d8 svart drottning · e8 svart kung · h8 svart torn · a7 svart bonde · b7 svart bonde · c7 svart bonde · e7 svart löpare · f7 svart bonde · g7 svart bonde · h7 svart bonde · d6 svart bonde · c3 vit bonde · e3 vit löpare · f3 vit springare · a2 vit bonde · b2 vit bonde · c2 vit bonde · f2 vit bonde · g2 vit bonde · h2 vit bonde · a1 vit torn · d1 vit drottning · e1 vit kung · f1 vit löpare · h1 vit torn | a8 svart torn · b8 svart springare · c8 svart löpare · d8 svart drottning · e8 svart kung · h8 svart torn · a7 svart bonde · b7 svart bonde · c7 svart bonde · e7 svart löpare · f7 svart bonde · g7 svart bonde · h7 svart bonde · d6 svart bonde · c3 vit bonde · e3 vit löpare · f3 vit springare · a2 vit bonde · b2 vit bonde · c2 vit bonde · f2 vit bonde · g2 vit bonde · h2 vit bonde · a1 vit torn · d1 vit drottning · e1 vit kung · f1 vit löpare · h1 vit torn | a8 svart torn · b8 svart springare · c8 svart löpare · d8 svart drottning · e8 svart kung · h8 svart torn · a7 svart bonde · b7 svart bonde · c7 svart bonde · e7 svart löpare · f7 svart bonde · g7 svart bonde · h7 svart bonde · d6 svart bonde · c3 vit bonde · e3 vit löpare · f3 vit springare · a2 vit bonde · b2 vit bonde · c2 vit bonde · f2 vit bonde · g2 vit bonde · h2 vit bonde · a1 vit torn · d1 vit drottning · e1 vit kung · f1 vit löpare · h1 vit torn | a8 svart torn · b8 svart springare · c8 svart löpare · d8 svart drottning · e8 svart kung · h8 svart torn · a7 svart bonde · b7 svart bonde · c7 svart bonde · e7 svart löpare · f7 svart bonde · g7 svart bonde · h7 svart bonde · d6 svart bonde · c3 vit bonde · e3 vit löpare · f3 vit springare · a2 vit bonde · b2 vit bonde · c2 vit bonde · f2 vit bonde · g2 vit bonde · h2 vit bonde · a1 vit torn · d1 vit drottning · e1 vit kung · f1 vit löpare · h1 vit torn | 3 |
| 2 | a8 svart torn · b8 svart springare · c8 svart löpare · d8 svart drottning · e8 svart kung · h8 svart torn · a7 svart bonde · b7 svart bonde · c7 svart bonde · e7 svart löpare · f7 svart bonde · g7 svart bonde · h7 svart bonde · d6 svart bonde · c3 vit bonde · e3 vit löpare · f3 vit springare · a2 vit bonde · b2 vit bonde · c2 vit bonde · f2 vit bonde · g2 vit bonde · h2 vit bonde · a1 vit torn · d1 vit drottning · e1 vit kung · f1 vit löpare · h1 vit torn | a8 svart torn · b8 svart springare · c8 svart löpare · d8 svart drottning · e8 svart kung · h8 svart torn · a7 svart bonde · b7 svart bonde · c7 svart bonde · e7 svart löpare · f7 svart bonde · g7 svart bonde · h7 svart bonde · d6 svart bonde · c3 vit bonde · e3 vit löpare · f3 vit springare · a2 vit bonde · b2 vit bonde · c2 vit bonde · f2 vit bonde · g2 vit bonde · h2 vit bonde · a1 vit torn · d1 vit drottning · e1 vit kung · f1 vit löpare · h1 vit torn | a8 svart torn · b8 svart springare · c8 svart löpare · d8 svart drottning · e8 svart kung · h8 svart torn · a7 svart bonde · b7 svart bonde · c7 svart bonde · e7 svart löpare · f7 svart bonde · g7 svart bonde · h7 svart bonde · d6 svart bonde · c3 vit bonde · e3 vit löpare · f3 vit springare · a2 vit bonde · b2 vit bonde · c2 vit bonde · f2 vit bonde · g2 vit bonde · h2 vit bonde · a1 vit torn · d1 vit drottning · e1 vit kung · f1 vit löpare · h1 vit torn | a8 svart torn · b8 svart springare · c8 svart löpare · d8 svart drottning · e8 svart kung · h8 svart torn · a7 svart bonde · b7 svart bonde · c7 svart bonde · e7 svart löpare · f7 svart bonde · g7 svart bonde · h7 svart bonde · d6 svart bonde · c3 vit bonde · e3 vit löpare · f3 vit springare · a2 vit bonde · b2 vit bonde · c2 vit bonde · f2 vit bonde · g2 vit bonde · h2 vit bonde · a1 vit torn · d1 vit drottning · e1 vit kung · f1 vit löpare · h1 vit torn | a8 svart torn · b8 svart springare · c8 svart löpare · d8 svart drottning · e8 svart kung · h8 svart torn · a7 svart bonde · b7 svart bonde · c7 svart bonde · e7 svart löpare · f7 svart bonde · g7 svart bonde · h7 svart bonde · d6 svart bonde · c3 vit bonde · e3 vit löpare · f3 vit springare · a2 vit bonde · b2 vit bonde · c2 vit bonde · f2 vit bonde · g2 vit bonde · h2 vit bonde · a1 vit torn · d1 vit drottning · e1 vit kung · f1 vit löpare · h1 vit torn | a8 svart torn · b8 svart springare · c8 svart löpare · d8 svart drottning · e8 svart kung · h8 svart torn · a7 svart bonde · b7 svart bonde · c7 svart bonde · e7 svart löpare · f7 svart bonde · g7 svart bonde · h7 svart bonde · d6 svart bonde · c3 vit bonde · e3 vit löpare · f3 vit springare · a2 vit bonde · b2 vit bonde · c2 vit bonde · f2 vit bonde · g2 vit bonde · h2 vit bonde · a1 vit torn · d1 vit drottning · e1 vit kung · f1 vit löpare · h1 vit torn | a8 svart torn · b8 svart springare · c8 svart löpare · d8 svart drottning · e8 svart kung · h8 svart torn · a7 svart bonde · b7 svart bonde · c7 svart bonde · e7 svart löpare · f7 svart bonde · g7 svart bonde · h7 svart bonde · d6 svart bonde · c3 vit bonde · e3 vit löpare · f3 vit springare · a2 vit bonde · b2 vit bonde · c2 vit bonde · f2 vit bonde · g2 vit bonde · h2 vit bonde · a1 vit torn · d1 vit drottning · e1 vit kung · f1 vit löpare · h1 vit torn | a8 svart torn · b8 svart springare · c8 svart löpare · d8 svart drottning · e8 svart kung · h8 svart torn · a7 svart bonde · b7 svart bonde · c7 svart bonde · e7 svart löpare · f7 svart bonde · g7 svart bonde · h7 svart bonde · d6 svart bonde · c3 vit bonde · e3 vit löpare · f3 vit springare · a2 vit bonde · b2 vit bonde · c2 vit bonde · f2 vit bonde · g2 vit bonde · h2 vit bonde · a1 vit torn · d1 vit drottning · e1 vit kung · f1 vit löpare · h1 vit torn | 2 |
| 1 | a8 svart torn · b8 svart springare · c8 svart löpare · d8 svart drottning · e8 svart kung · h8 svart torn · a7 svart bonde · b7 svart bonde · c7 svart bonde · e7 svart löpare · f7 svart bonde · g7 svart bonde · h7 svart bonde · d6 svart bonde · c3 vit bonde · e3 vit löpare · f3 vit springare · a2 vit bonde · b2 vit bonde · c2 vit bonde · f2 vit bonde · g2 vit bonde · h2 vit bonde · a1 vit torn · d1 vit drottning · e1 vit kung · f1 vit löpare · h1 vit torn | a8 svart torn · b8 svart springare · c8 svart löpare · d8 svart drottning · e8 svart kung · h8 svart torn · a7 svart bonde · b7 svart bonde · c7 svart bonde · e7 svart löpare · f7 svart bonde · g7 svart bonde · h7 svart bonde · d6 svart bonde · c3 vit bonde · e3 vit löpare · f3 vit springare · a2 vit bonde · b2 vit bonde · c2 vit bonde · f2 vit bonde · g2 vit bonde · h2 vit bonde · a1 vit torn · d1 vit drottning · e1 vit kung · f1 vit löpare · h1 vit torn | a8 svart torn · b8 svart springare · c8 svart löpare · d8 svart drottning · e8 svart kung · h8 svart torn · a7 svart bonde · b7 svart bonde · c7 svart bonde · e7 svart löpare · f7 svart bonde · g7 svart bonde · h7 svart bonde · d6 svart bonde · c3 vit bonde · e3 vit löpare · f3 vit springare · a2 vit bonde · b2 vit bonde · c2 vit bonde · f2 vit bonde · g2 vit bonde · h2 vit bonde · a1 vit torn · d1 vit drottning · e1 vit kung · f1 vit löpare · h1 vit torn | a8 svart torn · b8 svart springare · c8 svart löpare · d8 svart drottning · e8 svart kung · h8 svart torn · a7 svart bonde · b7 svart bonde · c7 svart bonde · e7 svart löpare · f7 svart bonde · g7 svart bonde · h7 svart bonde · d6 svart bonde · c3 vit bonde · e3 vit löpare · f3 vit springare · a2 vit bonde · b2 vit bonde · c2 vit bonde · f2 vit bonde · g2 vit bonde · h2 vit bonde · a1 vit torn · d1 vit drottning · e1 vit kung · f1 vit löpare · h1 vit torn | a8 svart torn · b8 svart springare · c8 svart löpare · d8 svart drottning · e8 svart kung · h8 svart torn · a7 svart bonde · b7 svart bonde · c7 svart bonde · e7 svart löpare · f7 svart bonde · g7 svart bonde · h7 svart bonde · d6 svart bonde · c3 vit bonde · e3 vit löpare · f3 vit springare · a2 vit bonde · b2 vit bonde · c2 vit bonde · f2 vit bonde · g2 vit bonde · h2 vit bonde · a1 vit torn · d1 vit drottning · e1 vit kung · f1 vit löpare · h1 vit torn | a8 svart torn · b8 svart springare · c8 svart löpare · d8 svart drottning · e8 svart kung · h8 svart torn · a7 svart bonde · b7 svart bonde · c7 svart bonde · e7 svart löpare · f7 svart bonde · g7 svart bonde · h7 svart bonde · d6 svart bonde · c3 vit bonde · e3 vit löpare · f3 vit springare · a2 vit bonde · b2 vit bonde · c2 vit bonde · f2 vit bonde · g2 vit bonde · h2 vit bonde · a1 vit torn · d1 vit drottning · e1 vit kung · f1 vit löpare · h1 vit torn | a8 svart torn · b8 svart springare · c8 svart löpare · d8 svart drottning · e8 svart kung · h8 svart torn · a7 svart bonde · b7 svart bonde · c7 svart bonde · e7 svart löpare · f7 svart bonde · g7 svart bonde · h7 svart bonde · d6 svart bonde · c3 vit bonde · e3 vit löpare · f3 vit springare · a2 vit bonde · b2 vit bonde · c2 vit bonde · f2 vit bonde · g2 vit bonde · h2 vit bonde · a1 vit torn · d1 vit drottning · e1 vit kung · f1 vit löpare · h1 vit torn | a8 svart torn · b8 svart springare · c8 svart löpare · d8 svart drottning · e8 svart kung · h8 svart torn · a7 svart bonde · b7 svart bonde · c7 svart bonde · e7 svart löpare · f7 svart bonde · g7 svart bonde · h7 svart bonde · d6 svart bonde · c3 vit bonde · e3 vit löpare · f3 vit springare · a2 vit bonde · b2 vit bonde · c2 vit bonde · f2 vit bonde · g2 vit bonde · h2 vit bonde · a1 vit torn · d1 vit drottning · e1 vit kung · f1 vit löpare · h1 vit torn | 1 |
|   | a | b | c | d | e | f | g | h |   |

Den här varianten uppkommer efter 3.Sxe5 d6 4.Sf3 Sxe4 5.Sc3 och har blivit ett vanligare sätt att bemöta ryskt. Svart kan backa med 5...Sf6 6.d4 Le7 men vanligen följer 5...Sxc3 6.dxc3 Le7 7.Le3 (se diagram).
Vits mål är snabb utveckling, lång rockad och angrepp på kungsflygeln. Även svart rockerar ibland långt för att undvika det angreppet.
En vanlig fortsättning är 7...Sc6 8.Dd2 Le6 9.0–0–0 Dd7.

### Steinitzvarianten (3.d4)
Steinitzvarianten är inte lika vanlig. Huvudspåret är 3.d4 Sxe4 4.Ld3 d5 5.Sxe5 Sd7 6.Sxd7 Lxd7. 
Svart kan också slå på d4 tredje draget, t ex 3... exd4 4. e5 Se4 5. Dxd4 d5 6. exd6 Sxd6.